# تعارض (فیلم)
تعارض با نام سابق ریست فیلمی به کارگردانی و نویسندگی محمدرضا لطفی و تهیه‌کنندگی سید امیر سیدزاده محصول سال ۱۳۹۸ است.
این فیلم در بخش نگاه نو سی و هشتمین دوره جشنواره فیلم فجر حضور داشت.